# Agathotoma finalis
Agathotoma finalis é uma espécie de gastrópode  da família Turridae.
É endémica de São Tomé e Príncipe.